# Замок Альбрехтсберг
Замок Альбрехтсберг (нем. Schloss Albrechtsberg) — один из трёх эльбских замков в Дрездене, на правом высоком берегу Эльбы.
Построен в стиле прусского классицизма в 1850—1854 годах учеником Шинкеля архитектором Адольфом Лозе для прусского принца Альбрехта, младшего брата королей Пруссии Фридриха Вильгельма IV и Вильгельма I. Принц Альбрехт приобрёл здесь земельный участок, когда удалился из Берлина в Саксонию, вопреки противодействию прусского двора сочетавшись морганатическим браком с Розалией фон Раух, придворной дамой своей первой супруги Марианны Оранской-Нассау.
После смерти родителей в замке Альбрехтсберг проживали их сыновья, сначала Фридрих, затем Вильгельм фон Гогенау. После смерти младшего из братьев Фридриха в 1914 году погрязший в карточных долгах Вильгельм был вынужден продать замок городу в 1925 году. С 1937 года постройки замка использовались под казармы и конюшни кавалерийской роты СА. С 1943 года подвалы замка служили убежищем во время бомбардировок для воспитанников детских домов Дрездена. После войны в Альбрехтсберге как и в других эльбских замках были расквартированы подразделения Красной армии. В 1948 году в замке, выкупленном у города министерством иностранных дел ГДР, открылся отель «Интурист». В 1951 году во дворце открылся первый в ГДР дворец пионеров по советскому образцу.
Разбитый при замке парк находится в общественном доступе с 1930 года. В настоящее время здание замка используется для проведения различных культурных мероприятий и арендуется для проведения свадебных церемоний.